# Аида, Юа
Юа Аида (яп. あいだゆあ Аида Юа) — бывшая японская модель и порноактриса.

## Биография
Родилась 12 августа 1984 года в префектуре Аити. В детстве была очень активной, во время учёбы в школе увлекалась различными видами спорта. Наибольших успехов достигла в теннисе. В старших классах школы её интерес сместился в сторону искусства, что, по словам Аиды, связано с влиянием матери. После окончания школы работала на неполную ставку. Во время прогулки по Синдзюку на девушку обратил внимание представитель агентства талантов по набору актрис для порно. По словам Аиды, встреча с агентом не очень её впечатлила, но после общения с руководителем агентства, она подумала: «Этот парень реально крут. Я буду здесь работать!».
В 2003 году дебютировала в качестве модели, в январе 2004 года студией «Max-A» был выпущен первый порнофильм с её участием, получивший название «Pichi Pichi». В качестве режиссёра выступил Юкихико Симамура, в последующие годы он снимет ещё несколько фильмов с участием Аиды. В феврале 2004 года студия «KUKI» выпустила второй порнофильм с Юа. В течение года студии «Max-A» и «KUKI» в среднем каждый месяц выпускали по одному фильму с Аидой. На церемонии «2004 X City Grand Prix Awards» Аиде были присуждены премии «Best New Actress Award» и «3rd Place Best Actress Award».
Весной 2005 года Аида начала работать со студией «S1 No. 1 Style», в мае того же года вышел первый фильм с её участием «Sell Debut», снятый Хидэто Аки. Аида стала одной из наиболее популярных актрис студии «S1». в рейтинге порноактрис, составленном «DMM» по количеству продаж фильмов с их участием, Аида заняла первое место в 2005 году и 4-е в 2006. В 2006 году она также получила премию «the Best Actress Award for Excellence» на церемонии «2006 AV Actress Grand Prix».
12 июля 2007 года Аида сообщила в своём блоге, что уходит из порнобизнеса, но продолжит карьеру модели.